# Falastini TV
Falastini TV (arabisch تلفزيون فلسطيني) ist ein 2015 gegründeter palästinensischer privatwirtschaftlicher Satelliten-Fernsehsender.

## Geschichte und Hintergründe
Gegründet wurde der Sender 2015. Eingerichtet wurde der Sender vom Unternehmen Total Media Cast, das in der arabischen Welt bereits mehrere Satellitenkanäle eingerichtet hat. Gesendet wurde bis 2018 über Nile Satellite auf der Frequenz 11012 (horizontal), ab dem 14. Dezember 2018 von der Frequenz 10971. Sendestart war der 10. Oktober 2015. Gesendet wird aus dem Libanon.
Laut dem arabischen Medium Arabi21.com existiert bei Falastini TV keine enge politische oder parteipolitische Zugehörigkeit. Der Slogan des Senders lautet Falastini al-huwa (فلسطيني الهوى).

## Ziele
Eigenanspruch des Senders ist es palästinensische Kunst und Kultur zu dokumentieren, wiederherzustellen und zu animieren. Im In- und Ausland durch Kunst und Kultur das palästinensische Volk vereinen, seine Identität bewahren und der Welt vermitteln.
Schwerpunkt des Senders ist das Zeigen palästinensischer Kunst, ebenso werden Programme, Nachrichten über Kunst und Künstler und Varietéshows angeboten. Ein Fokus liegt dabei auf Musik- und Liedgut.

## Reichweite
Auf seinem YouTube-Kanal falastiniclip verzeichnet Falastini TV bei 389 eingestellten Videoproduktionen mehr als 103 Millionen Aufrufe.